# Municipio de Grimes (condado de Cerro Gordo, Iowa)
Grimes Township es un municipio del condado Cerro Gordo, Iowa, Estados Unidos. Según el censo de 2020, tiene una población de 751 habitantes.
Es una subdivisión exclusivamente geográfica, puesto que el estado de Iowa no utiliza la herramienta de los townships como gobiernos municipales.

## Geografía
Está ubicado en las coordenadas 42°57′6″N 93°26′20″O / 42.95167, -93.43889. Según la Oficina del Censo de los Estados Unidos, tiene una superficie total de 93.43 km², correspondiente en su totalidad a tierra firme.

## Demografía
Según el censo de 2020, hay 751 personas residiendo en la zona. La densidad de población es de 8.0 hab./km². El 91.74% de los habitantes son blancos, el 0.53% son afroamericanos, el 0.27% son asiáticos, el 1.20% son de otras razas y el 6.26% son de una mezcla de razas. Del total de la población, el 4.66% son hispanos o latinos de cualquier raza.